# اسکاتیش ایویشن
اسکاتیش ایویشن (به انگلیسی: Scottish Aviation) یک شرکت هوافضای اسکاتلندی است، که در سال ۱۹۳۵ تأسیس شد.